# Atherigona approximata
Atherigona approximata este o specie de muște din genul Atherigona, familia Muscidae, descrisă de Malloch în anul 1925. Conform Catalogue of Life specia Atherigona approximata nu are subspecii cunoscute.